# Железнов, Михаил Николаевич
Михаил Николаевич Железнов (род. 15 февраля 1991) — российский хоккеист, нападающий.

## Биография
Играл за московские хоккейные школы «Русь» (1998—2003, первый тренер Андрей Толпеко), «Спартак» (2003—2006), ЦСКА (2006—2007).
В первенстве России начинал выступать за ЦСКА-2 в первой лиге (2007/08 — 2008/09). Играл в МХЛ за ЦСКА-«Красную армию» (2010/11), после серьёзной травмы колена — за МХК «Спартак» (2011/12), «Белых тигров» Оренбург (2012/13). Сезон 2013/14, побывав на просмотре в «Нефтехимике», провёл в ВХЛ за фарм-клуб «Кристалл» Саратов.
20 июня 2014 года заключил просмотровый контракт с клубом КХЛ «Амур» Хабаровск, 19 августа подписал однолетнее соглашение. В октябре был дисквалифицирован на 5 матчей за удар в голову в прыжке игрока «Торпедо» Сакари Салминена. 30 мая 2016 года подписал с «Амуром» контракт на два года. По ходу сезона-2016/17 был отправлен в фарм-клуб «Сокол» Красноярск, где провёл и следующий сезон. 13 июля 2017 по согласию сторон расторг соглашение с «Амуром». Сезон-2018/19 начал в тольятинской «Ладе», но не подошёл главному тренеру и, проведя один матч, в ноябре перешёл в другой клуб ВХЛ — казахстанскую «Сарыарку» Караганда. Играл в ВХЛ за «Рубин» Тюмень (2019/20, 2021/22), «Металлург» Новокузнецк (2020/21). Сезон-2022/23 после просмотра в «Адмирале» провёл в «Ладе».
В сезоне 2023/24 на профессиональном урове не выступал, провёл три игры за московский «Феникс». С сезона-2024/25 — игрок команды Китайской хоккейной лиги «Куньлунь Ред Стар» Шэньчжэнь.

## Семья
Мать — мастер спорта по художественной гимнастике. Жена Дарья, сын (по состоянию на 2021 год).